# Ampulex fasciata
Ampulex fasciata ist ein Hautflügler aus der Familie der Ampulicidae.

## Merkmale
Die Tiere erreichen eine Körperlänge von 5,5 bis 8,5 Millimetern. Ihr Körper ist komplett schwarz gefärbt, wodurch  die Art leicht mit Wegwespen verwechselt werden kann. Ihr Prothorax ist halsartig erweitert. Die Flügel haben dunkle Makel und die Loben am Pronotum erreichen die Schuppen am Flügelgelenk (Tegulae). Der Hinterleib der Weibchen ist spitz zulaufend.

## Vorkommen
Die Art kommt in Süd- und Mitteleuropa vor. Sie besiedelt trockene und temperaturbegünstigte Waldränder im Hügelland mit lockerem Baumbewuchs und benötigen stehendes Totholz. Die Tiere fliegen von Juni bis September. Die Art ist in Mitteleuropa selten, kommt aber häufiger vor als früher.

## Lebensweise
Die Weibchen von Ampulex fasciata legen ihr Nest vermutlich unter Rinde oder in morschem Holz an. Die Brut wird mit Waldschaben der Gattung Ectobius versorgt. Die Imagines sind sehr gute Läufer und verstecken sich bei Gefahr in Rindenritzen und fliegen sehr selten auf.

## Belege